# Бренна Вікентій
Бренна Вікентій (Вінченцо) Францевич (1745, Флоренція — 17. У 1820, Дрезден) — архітектор і художник-декоратор, який за походженням був італієцем. 

## Життєпис
Він працював в Польщі (1780—83, Ланьцутський замок) та Росії (1783—1802). На кінці 18 століття він побудував галереї та оформляв інтер'єри палацу в Павловську. У 1798—99 році він створив Румянцевський обеліск (спочатку на Марсовому полі, а зараз біля будинку АМ у Санк-Петербурзі). У 1797—1800 році він керував побудовою Михайлівського (Інженерного) замку в Петербурзі, за проектом В. Баженова.